# Picco di Hubbert

Previsioni della produzione di petrolio esclusi i paesi OPEC e l'Unione Sovietica fatta dal Governo statunitense (2004)

La teoria del picco di Hubbert (detta anche più brevemente picco di Hubbert) è una teoria scientifica che modella l'evoluzione temporale della produzione di una qualsiasi risorsa mineraria o fonte fossile esauribile o fisicamente limitata come una curva di Hubbert. La prima formulazione del modello è stata proposta nel 1956 dal geofisico statunitense Marion King Hubbert. In particolare, l'applicazione della teoria ai tassi di produzione petrolifera risulta oggi densa di importanti conseguenze dal punto di vista geopolitico, economico e ingegneristico.
Dopo la formulazione iniziale della teoria, molti lavori successivi sono stati effettuati per "raffinare" ulteriormente la parte matematica dei modelli nonché per estendere il campo di validità della teoria. Da menzionare sono, in questo ambito, i lavori di Colin Campbell e Jean Laherrère.

## La teoria
La teoria si propone di prevedere, a partire dai dati relativi alla "storia estrattiva" di un giacimento minerario, la data di produzione massima della risorsa estratta nel giacimento, così come per un insieme di giacimenti o una intera regione. Il punto di produzione massima, oltre il quale la produzione può soltanto diminuire, viene detto picco di Hubbert.
In una prima fase, la teoria fu proposta da Hubbert come modello puramente empirico basato esclusivamente sull'osservazione di dati estrattivi storici e dei fattori economici che possono intervenire in una economia di mercato quando ci si trova a che fare con una risorsa fisicamente limitata (come ad esempio il petrolio) e solo in seguito vi fu affiancata una trattazione matematica.

### Fasi di estrazione

Negli Stati Uniti si è effettivamente osservato un picco dell'estrazione del petrolio intorno al 1970, in seguito i consumi crescenti sono stati compensati con le importazioni

Possono essere distinte quattro macrofasi all'interno della storia estrattiva di un giacimento:
1. espansione rapida - Inizialmente, dopo la prima fase di esplorazione, la risorsa è abbondante e bastano modesti investimenti per estrarla. In questa fase, la crescita della produzione è esponenziale.
2. inizio dell'esaurimento - Le riserve "facili", ovvero quelle meno costose, sono quelle estratte per prime. Con l'esaurimento di queste, comincia a essere necessario sfruttare risorse più difficili e ciò richiede investimenti sempre maggiori. La produzione continua a crescere, ma non più esponenzialmente come nella prima fase.
3. picco e declino - A un certo punto, il graduale esaurimento rende talmente elevati gli investimenti necessari che questi non sono più sostenibili. La produzione raggiunge un massimo (il picco di Hubbert) e poi comincia a declinare.
4. declino finale - In questa fase non si fanno più investimenti significativi. La produzione continua, ma il declino procede fino a che non diventa talmente ridotta da cessare completamente.

Queste caratteristiche "empiriche" (osservate fisicamente in numerosi singoli giacimenti) possono essere estese a diversi insiemi di giacimenti ed essere simulate con diversi modelli matematici: empirici, stocastici oppure basati sulla dinamica dei sistemi.
Da questi studi si ottengono sempre curve a campana, anche se non necessariamente simmetriche.
La combinazione di queste curve a campana, come è logico, genera una risultante curva con caratteristiche analoghe di crescita iniziale, raggiunta di un picco e declino.

### Funzione matematica

La curva di Hubbert standard

Alla base di questa teoria, vi è la descrizione del consumo della risorsa (ad esempio il petrolio) come una funzione continua (in costante crescita nell'età industriale) che possiede un massimo assoluto (chiamato brevemente "picco"). L'analisi delle serie storiche consente di posizionare questa funzione e calcolarne il valore massimo oltre il quale la funzione è decrescente.
È da notare tuttavia che l'analisi considera solo la variabile quantitativa, e non di prezzo. In altre parole, la quantità prodotta è la sola variabile indipendente, e il prezzo di mercato dipende dalla quantità domandata e offerta. Questo approccio trascura cioè il fatto che il prezzo stesso condiziona la quantità offerta, rendendo conveniente l'estrazione e la raffinazione di nuovi giacimenti, seppure meno "convenienti" o con costi maggiori. Quando il prezzo di mercato supera il costo industriale di una nuova tecnologia di estrazione o raffinazione, l'adozione di questa diviene economicamente conveniente e può generare un nuovo aumento della produzione, o anche un nuovo picco relativo.
Dopo il picco, in ogni caso (o meglio dopo il picco "principale"), sebbene la variabile di prezzo e tecnologica possano quindi creare delle discontinuità e dei salti nella produzione petrolifera, secondo tale teoria comunque la produzione non può che diminuire. Infatti, sebbene sotto l'ipotesi di una domanda crescente di petrolio non supportata dall'offerta i prezzi, salendo, possano portare (quando oltre un determinato valore critico), alla scoperta o allo sfruttamento di nuovi giacimenti, tali risorse sarebbero comunque meno convenienti, meno importanti o meno disponibili di quelle già sfruttate.
In particolare, la storia di produzione della risorsa nel tempo segue dunque una particolare curva a campana, detta appunto curva di Hubbert (che è la derivata della funzione logistica), che presenta in una fase iniziale una lenta crescita della produzione, che man mano aumenta fino ad un punto di flesso e quindi al picco per poi cominciare un declino dapprima lento, e quindi sempre più rapido.

## Applicazioni

Confronto tra produzione di petrolio rilevata (stati continentali U.S.A.) e curva di Hubbert

Hubbert basò inizialmente la sua teoria sull'osservazione dei dati storici della produzione di carbone in Pennsylvania, giungendo solo in seguito ad una trattazione matematica generalizzata applicabile anche ad altri casi. Estrapolando la sua teoria al futuro della produzione di petrolio degli stati continentali americani, Hubbert fece la previsione (nel 1956) che agli inizi degli anni '70, gli USA avrebbero raggiunto il loro "picco di produzione" petrolifera.
Le conclusioni di Hubbert furono inizialmente guardate con sufficienza dagli ambienti scientifici ed economici, situazione che cambiò radicalmente nei primi anni settanta, quando, effettivamente, i 48 stati continentali USA raggiunsero il loro picco di produzione. La concomitanza di questi eventi con le crisi petrolifere del 1973 e del 1979 fece di Hubbert forse il geofisico più famoso del mondo.
Negli ultimi anni diversi studiosi in tutto il mondo (tra cui Colin Campbell, Jean Laherrère ed altri) hanno ripreso le sue teorie cercando di estrapolare e formalizzare meglio i suoi risultati al fine di prevedere il picco di Hubbert della produzione mondiale di petrolio e gas naturale.
Sebbene tali analisi risultino molto più complicate a causa della grande incertezza sulle riserve petrolifere di molti stati (in particolare mediorientali), la maggior parte delle analisi fa cadere il "picco di Hubbert mondiale" all'incirca nel secondo decennio del XXI secolo o, più precisamente, tra il 2006 e, al più tardi, il 2020, anche in previsioni di eventuali crisi economiche che potrebbero temporaneamente ridurre la richiesta di petrolio.
Altri studi collegati, che tengono in conto anche lo sviluppo di fonti petrolifere "non convenzionali", quali le sabbie bituminose, gli scisti bituminosi, e i gas liquefatti (detti anche GNL) non giungono comunque a spostare di molto in avanti queste date.
Sono collegati anche altri studi, portati avanti parallelamente dal Club di Roma con il suo famoso Rapporto sui limiti dello sviluppo del 1972, che giungono essenzialmente alle stesse conclusioni della teoria del Picco di Hubbert.
Recentemente è stata sviluppata a contorno una teoria che modella gli effetti del declino produttivo petrolifero dal punto di vista dei paesi produttori e da quello dei consumatori, denominato Export Land Model. Tale modello prevede che, a causa dell'incremento di domanda interna petrolifera dei paesi produttori, congiuntamente al declino produttivo dei giacimenti, i paesi importatori dovranno fronteggiare un tasso di declino di offerta più che raddoppiato rispetto al declino naturale. Il limite di tale teoria è che esula da studi economici che riflettano eventuali retroazioni sulle economie dei paesi produttori dell'innesco di crisi economiche dei paesi importatori, innescate dalla carenza di offerta petrolifera.

### Teorie derivate
Sulla base degli studi intorno al Picco di Hubbert per la risorsa petrolifera sono sorte diverse teorie scientifiche e, principalmente, economiche e politiche, alcune delle quali anche di stampo più o meno "catastrofista".
Vogliamo qui solo menzionare, tra le più importanti, la teoria di Olduvai proposta da Richard Duncan, che lega l'esistenza stessa della civiltà industriale all'inclinazione "crescente" della curva di Hubbert, giungendo dunque a prevedere la fine di tale tipo di civiltà in un'epoca di curva di Hubbert "decrescente". Questo ovviamente postulando che la produzione energetica mondiale continui a basarsi prevalentemente sull'utilizzo del petrolio e di fonti fossili.

## Conseguenze
La grande crescita economica e prosperità del XX secolo sono state dovute in gran parte all'utilizzo di una risorsa energetica, come il petrolio, estremamente efficiente, versatile e a basso costo. Il petrolio rappresenta oggi quasi il 40% dell'energia primaria generata e circa il 90% dell'energia usata nei trasporti; importanti sono anche le sue applicazioni nell'industria chimica, in particolare quella dei fertilizzanti per l'agricoltura, nonché plastiche, colle, vernici, lubrificanti, detersivi. Eventuali sostituti del petrolio comportano in ogni caso diversi problemi di ordine tecnologico o politico e comunque non riescono a "coprire" totalmente tutti i settori di utilizzo attuali.

### Risvolti tecnologici
Il fatto di prevedere, per il futuro a breve, un'epoca in cui il petrolio diverrà sempre meno disponibile ed economico, impone di ricercare sostituti adeguati per i principali campi di applicazione del petrolio (produzione di energia elettrica, mezzi di trasporto, industria chimica). Ciò potrebbe provocare grossi problemi (e costi) connessi alla produzione agricola, ove regnano la meccanizzazione ed il trasporto delle derrate anche in altre nazioni, la riconversione di apparati industriali, gli impianti di generazione elettrica, e anche al cambiamento di abitudini individuali e collettive.
Finché il petrolio era una merce abbondante e ad un costo relativamente basso, erano messe da parte soluzioni di produzione e consumo energetico, tecnicamente fattibili, ma economicamente non convenienti. I loro costi divengono confrontabili con quelli della situazione petrolifera che segue il picco di Hubbert. Un primo effetto del picco di Hubbert è quello di rendere conveniente l'estrazione di petrolio alle più alte profondità e di un greggio di minore qualità, che presenta maggiori costi di raffinazione. L'aumento dei prezzi rende economicamente fattibile lo sfruttamento di giacimenti dei quali era nota l'esistenza, così come l'investimento in nuove tecnologie di ricerca, estrazione e raffinazione dei giacimenti petroliferi.
Il rincaro delle fonti petrolifere rende inoltre economicamente convenienti lo sviluppo di motori a bassi consumi ed emissioni, e l'adozione di forme alternative di produzione energetica, ad esempio da fonti rinnovabili, con l'investimento in tecnologie per la razionalizzazione dei costi associati. La riconversione degli impianti di generazione elettrica in particolare potrebbe tanto portare all'adozione di politiche più "sostenibili", con l'utilizzo di fonti rinnovabili (ad esempio solare, eolico, idroelettrico, ecc.), quanto alla scelta di sostituti con un maggior impatto ambientale (quale potrebbe essere il carbone). Grosse ripercussioni potrebbero aversi anche nel settore dei trasporti basati sul petrolio (auto, aerei, navi, ecc.), in cui, se non si trovano soluzioni alternative "efficienti", tutto il settore potrebbe anche essere scosso da una crisi globale.

### Implicazioni politiche
Il raggiungimento a breve del picco di Hubbert potrebbe portare a cambiamenti geopolitici oggi difficilmente prevedibili. In particolare è da notare che l'area del pianeta che dovrebbe raggiungere più tardi il "picco" è (come unanimemente riconosciuto) l'area mediorientale. Il mondo si troverà dunque (almeno in una prima fase) ad essere sempre più dipendente da quest'area, oggi politicamente instabile. In seguito, l'utilizzo di nuove risorse, potrebbe portare "alla ribalta" altre aree del pianeta oppure anche essere causa di guerre o instabilità politiche. Consapevoli del fatto che prima o poi il petrolio finirà, alcuni Paesi come gli Emirati Arabi Uniti provvedono ad esempio a investire gli utili derivanti dalla vendita del petrolio in attività durature che possano garantire uno sviluppo economico del territorio, anche dopo la sua cessazione.

## Critiche e commenti alla teoria
Le principali critiche alla teoria di Hubbert sono sostanzialmente di natura economica, e dunque non intaccano le basi scientifiche e teoriche del modello, ma speculano intorno alla sua possibile incompletezza.
In pratica si immagina che in caso di crisi e di prezzi elevati del greggio possano arrivare "naturalmente" una o più scoperte o un generale affinamento della tecnologia che riesca ad utilizzare meglio o sostituire il bene petrolio e ne faccia calare il prezzo.
Per questo motivo economisti autorevoli come Michael Lynch del MIT, Leonardo Maugeri e alcuni altri avversano le teorie del picco petrolifero poiché non contemplano potenziali nuovi metodi per produrre energia.
Lynch afferma che alla base della teoria di Hubbert ci sia una semplificazione eccessiva ed un punto di vista malthusiano. Secondo Maugeri il rapporto tra le riserve petrolifere accertate e la produzione corrente è costantemente migliorato, anche se ammette comunque che grosse quantità di queste riserve difficilmente potranno essere utilizzate a causa di costi elevati o impossibilità tecnica.
Si fa notare inoltre come la domanda petrolifera sia sostanzialmente anelastica ai prezzi, ovvero che il petrolio sia un bene primario, del quale non si può fare a meno; se a un certo punto gli investimenti necessari all'estrazione divengono proibitivi, la produzione non cesserà perché incontrerà una domanda comunque disposta a remunerarli. La teoria di Hubbert poi considera solamente logiche di mercato, mentre la produzione può essere finanziata in parte dall'intervento statale o da forme differenti per le quali l'investimento del privato ritorna remunerativo, e solo una parte dei costi è caricata sul consumatore.
Il Cambridge Energy Research Associates, pur non negando la limitatezza fisica dei giacimenti petroliferi, afferma che la produzione globale seguirà probabilmente un "plateau ondulato" per alcuni decenni prima di calare stabilmente.
In risposta a tali posizioni, viene fatto notare che tali assunzioni non confutano la teoria di Hubbert.
Introdurre (ottimisticamente e ipoteticamente) eventuali altre sorgenti di energia, non fa che uscire dal contesto per cui la teoria di Hubbert è valida, cioè la modellizzazione del flusso estrattivo di un bene limitato o lentamente rinnovabile rispetto al tasso di consumo. In parole povere, tale modellizzazione è valida finché qualche elemento non viene a cambiare i presupposti della teoria. Al momento, non essendo stata ancora scoperta un sorgente dotata di densità energetica e versatilità di impiego comparabile a quella del petrolio, la teoria rimane valida.
In merito ai sovvenzionamenti statali sulla ricerca di nuovi giacimenti fossili, questo non può cambiare il sottostante quadro geologico dei giacimenti (che sono in quantità finita), né può quindi influire sul costo unitario energetico assoluto di estrazione, che si fa via via più sfavorevole man mano che si è costretti a mettere in produzione giacimenti più piccoli e di minor qualità, traducendosi questo in costi più elevati e flussi estrattivi ridotti, in presenza - fra l'altro - di una domanda in costante crescita.
In altre parole, un intervento statale o un eventuale ritrovamento particolarmente fortunato di giacimenti considerevoli, può modificare la forma della curva di Hubbert, ma non le caratteristiche fondamentali della teoria e delle sue conseguenze.